# Primera División Uruguaya 1914
Il campionato era formato da otto squadre e il River Plate vinse il titolo.

## Classifica finale
| Pos. | Squadra              | G  | V | N | P  | GF | GS | Punti |
| ---- | -------------------- | -- | - | - | -- | -- | -- | ----- |
| 1    | River Plate          | 14 | 9 | 4 | 1  | 21 | 8  | 22    |
| 2    | Peñarol              | 14 | 9 | 4 | 1  | 22 | 8  | 22    |
| 3    | Nacional             | 14 | 8 | 5 | 1  | 26 | 11 | 21    |
| 4    | Universal            | 14 | 6 | 2 | 6  | 27 | 24 | 14    |
| 5    | Montevideo Wanderers | 14 | 5 | 2 | 7  | 19 | 20 | 12    |
| 6    | Reformers            | 14 | 4 | 2 | 8  | 16 | 29 | 10    |
| 7    | Central              | 14 | 3 | 3 | 8  | 11 | 19 | 9     |
| 8    | Independencia        | 14 | 0 | 2 | 12 | 8  | 31 | 2     |

G = Partite giocate; V = Vittorie; N = Nulle/Pareggi; P = Perse; GF = Goal fatti; GS = Goal subiti; 

## Spareggio per il titolo
- River Plate 1-1 Peñarol
- Peñarol 1-1 River Plate
- River Plate 1-0 Peñarol